# Comunidade de Cristo
Comunidade de Cristo (em inglês Community of Christ), conhecida anteriormente como Igreja Reorganizada de Jesus Cristo dos Santos dos Últimos Dias (Reorganized Church of Jesus Christ of Latter Day Saints) é a segunda maior ramificação dos Santos dos Últimos Dias. Surgiu como uma tentativa de restauração, segundo seus seguidores, das origens dos Santos dos Últimos Dias, e tem sua sede em Independence (Missouri).
A Comunidade de Cristo conta hoje com mais de 250 000 membros em 60 países, sendo dirigida por uma Primeira Presidência que consiste de um Profeta-Presidente e dois conselheiros. O ministério da igreja é supervisionado pelo Conselho dos Doze Apóstolos. A cada dois anos, delegados de todo o mundo se reúnem para votar assuntos relativos a igreja na Conferência Mundial.
Durante as últimas décadas a Igreja tem mudado sua missão, dedicando-se a promover a tolerância e redefinindo-se como uma igreja de "Paz e Justiça". Algumas alterações importantes incluem a ordenação de mulheres ao sacerdócio (devido a uma revelação recebida em 1984 pelo então Presidente Wallace B. Smith , sendo ele o primeiro na sucessão da Presidência da Igreja que não é da linhagem direta de Joseph Smith Jr.)
e a mudança do nome da igreja. Certas mudanças não foram bem aceitas por alguns membros, e alguns conservadores tem fundado denominações que creem estar mais próximas das crenças tradicionais do movimento.

## História da igreja

### Origens

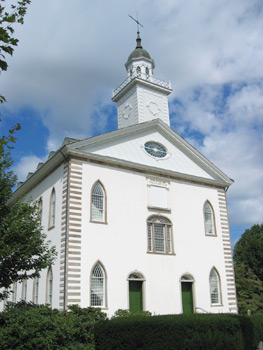
Templo de Kirtland, Ohio. Antiga propriedade da Comunidade de Cristo.

A Comunidade de Cristo tem sua origem no Movimento dos Santos dos Últimos Dias. Após a morte do fundador Joseph Smith Jr. em 1844 o Movimento dos Santos dos Últimos Dias dividiu-se em diversas facções devido ao fato de Joseph Smith não ter eleito um sucessor, esse episódio ficou conhecido com a crise na sucessão do Movimento dos Santos dos Últimos Dias, Muitos membros da Família de Joseph Smith, incluindo sua esposa Emma e seus filhos inclusive a mãe do Profeta, recusaram a seguir a liderança de Brigham Young, neste movimento dos Santos dos últimos dias, muitos seguidores seguiram Brigham Young na época, e muitos outros que não seguiram o pretenso lider ficaram espalhados por todo os EUA, logo em um chamamento profético, apoiado por sua família e por diversos líderes que estavam sem uma liderança clara, Joseph Smith III, reorganizou e reuniu diversos grupos a Igreja formaram a Igreja Reorganizada de Jesus Cristo dos Santos dos Últimos Dias (Reorganized Church of Jesus Christ of Latter Day Saints) hoje denomidada Comunidade de Cristo.
Brigham Young conseguiu angariar os 90% dos membros e constituiu A Igreja de Jesus Cristo dos Santos dos Últimos Dias. Outros grupos foram formados por diversos outros membros do movimento como Sidney Rigdon, James J. Strang, Lyman Wight, Alpheus Cutler, William Smith, e David Whitmer. 
Muitos dos Santos dos Últimos Dias elegeram o filho mais velho de Joseph Smith, Joseph Smith III como sucessor de seu pai no comando da Igreja. Quando seu pai morreu, Joseph III contava com onze anos de idade, e sua mãe Emma Hale Smith com sua família permaneceram em Nauvoo.

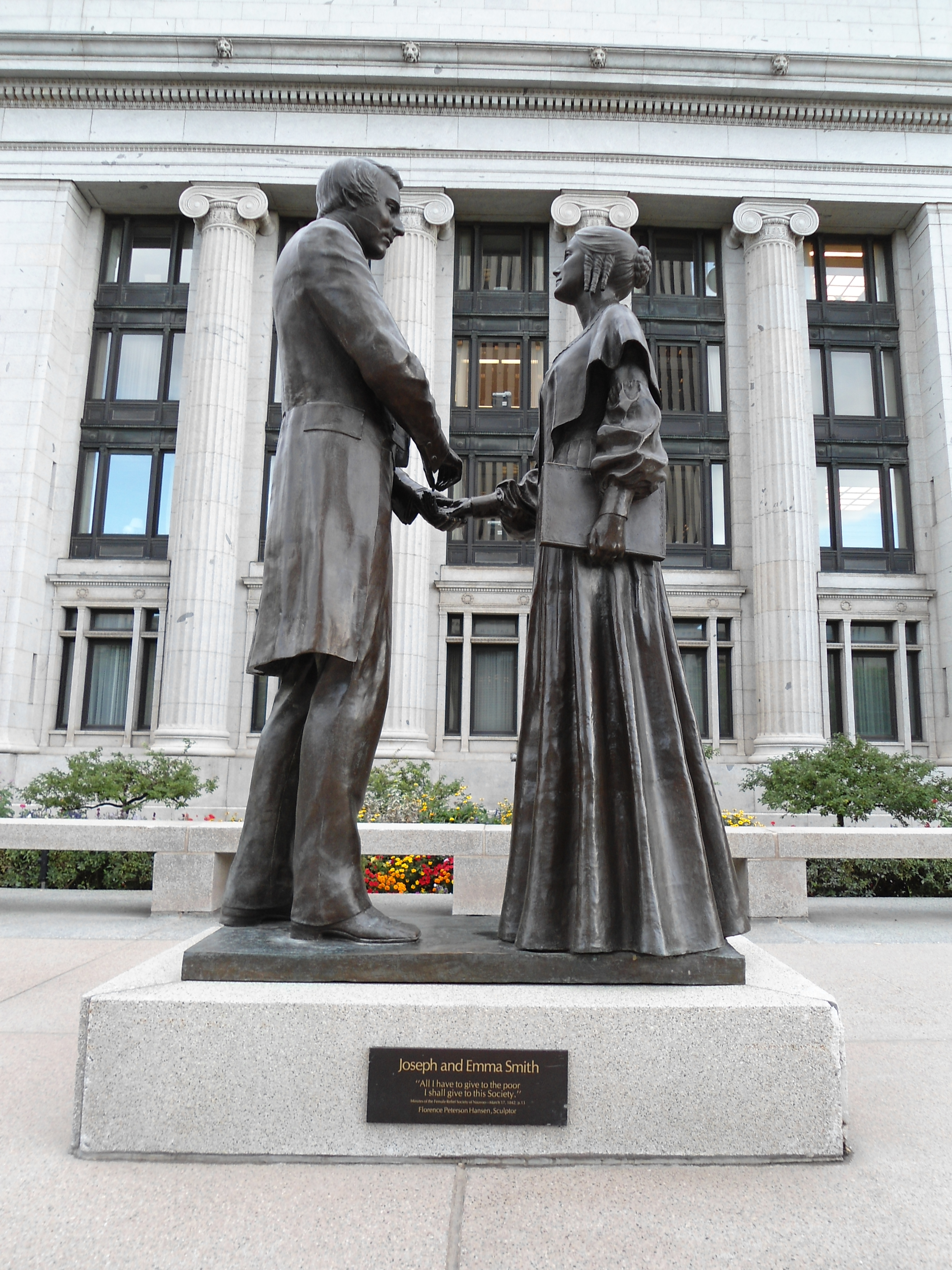
Emma e Joseph Smith

Durante a década de 1850, os Santos do Meio-Oeste que não haviam se filiado a nenhuma facção ou que haviam abandonado algumas destas, começaram a reunir-se. Seus líderes incluíam pessoas como Jason W. Briggs e Zenos H. Gurley, Sr., e organizaram em 1852 um novo movimento o qual convidaram Joseph Smith III para dirigir, e este aceitou após afirmar ter recebido uma confirmação espiritual. Na Conferência em Amboy, Illinois em 6 de abril de 1860, Joseph III formalmente aceitou a liderança da que seria reconhecida como a Igreja Reorganizada de Jesus Cristo dos Santos dos Últimos Dias. William Marks, que serviu como presidente da estaca de Nauvoo tornou-se conselheiro de Joseph III na reorganização da Primeira Presidência.  Em 1860, havia 343 membros, e em 1880 havia 10.000.

### A Presidência de Joseph Smith III

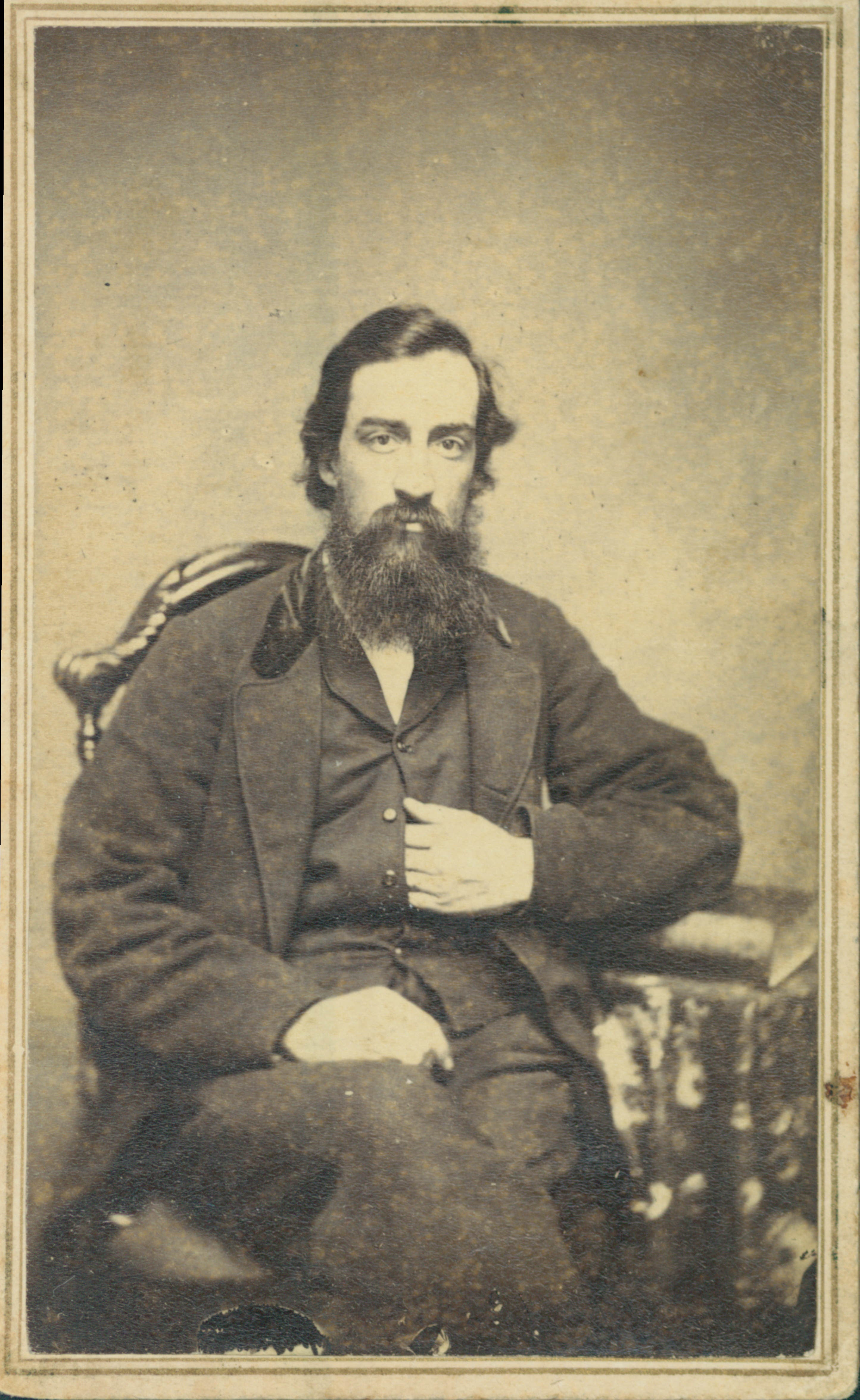
Joseph Smith III — Líder da "Reorganização" em 1860 dos Santos dos Últimos Dias.

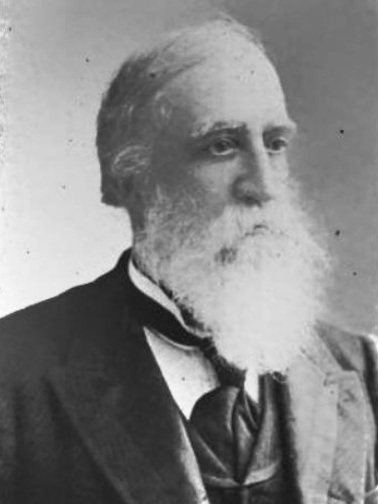
Joseph Smith III

Inicialmente, Joseph III continuou a viver em Nauvoo, porém mudou-se posteriormente para Plano, Illinois onde a imprensa da igreja estava estabelecida e serviu como sede da igreja. Joseph III e seus irmãos, Frederick G. W., Alexander Hale Smith, e David Hyrum Smith serviram em diversas missões para a igreja, reunindo diversos adeptos dos Santos dos Últimos Dias antigos.
Com o crescimento da Igreja, muitos membros sentiram a necessidade de reunir-se e viver de acordo com os ensinamentos originais de Joseph Smith Jr. Este desejo levou a fundação da cidade de Lamoni, no oeste do Iowa. Smith III mudou-se para Lamoni que tornou-se a sede da Igreja.
Durante o final do século XIX, Smith III e a Igreja se viram em juízo devido aos direitos de propriedade do Templo de Kirtland. Em 1880 uma corte de Ohio determinou que a Igreja Reorganizada era detentora legal dos direitos.
Ao final de sua vida, Smith III mudou-se para Independence (Missouri), cidade que seu pai dedicou como o "lugar central" para a cidade de Sião. Veio a falecer em 10 de dezembro de 1914.

## Membros

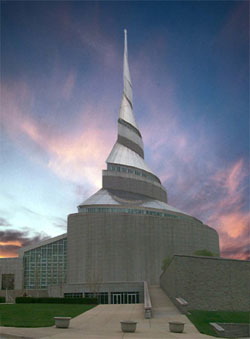
Templo da Comunidade de Cristo em Independence (Missouri), Estados Unidos, dedicado em 1994.

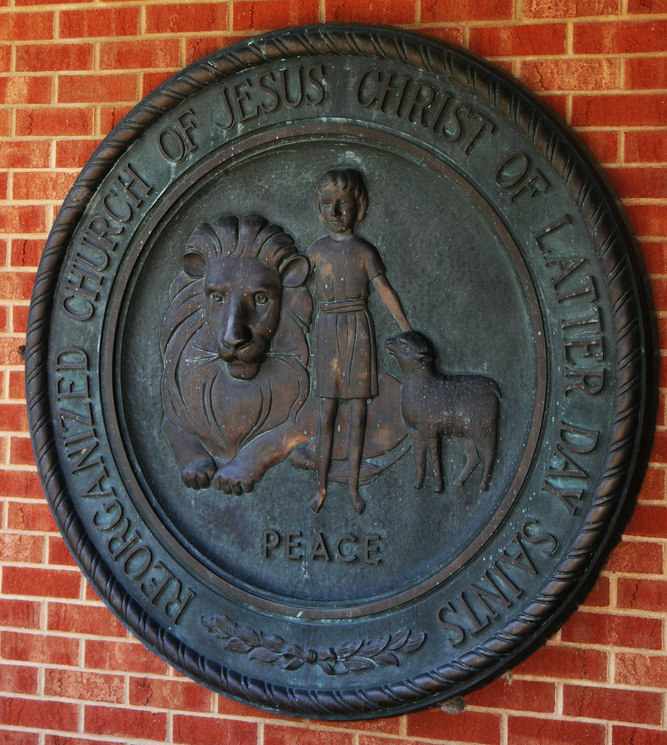

Os membros da Comunidade de Cristo totalizaram cerca de 250 000 em 2008. São cerca de 25 000 na África, 8000 na Ásia, 8000 no Canadá, 13 000 na região do Caribe, 2500 na Europa, 10 000 na região do oceano Pacífico, 3000 na América do Sul e Central, e 130 000 nos Estados Unidos.
A igreja é oficialmente estabelecida nos seguintes países e territórios: Argentina, Austrália, Bélgica, Brasil, Canadá, Chile, Colômbia, Costa do Marfim, República Dominicana, El Salvador, Fiji, França, Polinésia Francesa, Alemanha, Guiana, Guatemala, Haiti, Honduras, Hungria, Índia, Jamaica, Japão, Quênia, Coreia do Sul, Libéria, México, Holanda, Nova Zelândia, Nigéria, Noruega, Papua-Nova Guiné, Peru, Filipinas, Rússia, África do Sul, Espanha, Suíça, Ucrânia, Reino Unido, Estados Unidos, Venezuela, Zâmbia e Zimbabué.
Estima-se que mais da metade dos membros da igreja falam uma língua diferente do inglês. A igreja traduz recursos em francês, espanhol, português, russo, télugo, sora, taitiano, cheua, chibemba, efique, lingala e suaíli.

## Doutrinas
Para aqueles que procuram um lar espiritual, a Comunidade de Cristo é uma comunidade de fé acolhedora, amorosa e mundial que valoriza o valor de cada pessoa como filho de Deus e proporciona um espaço seguro para você explorar e aprofundar sua relação com Jesus Cristo e entre si.

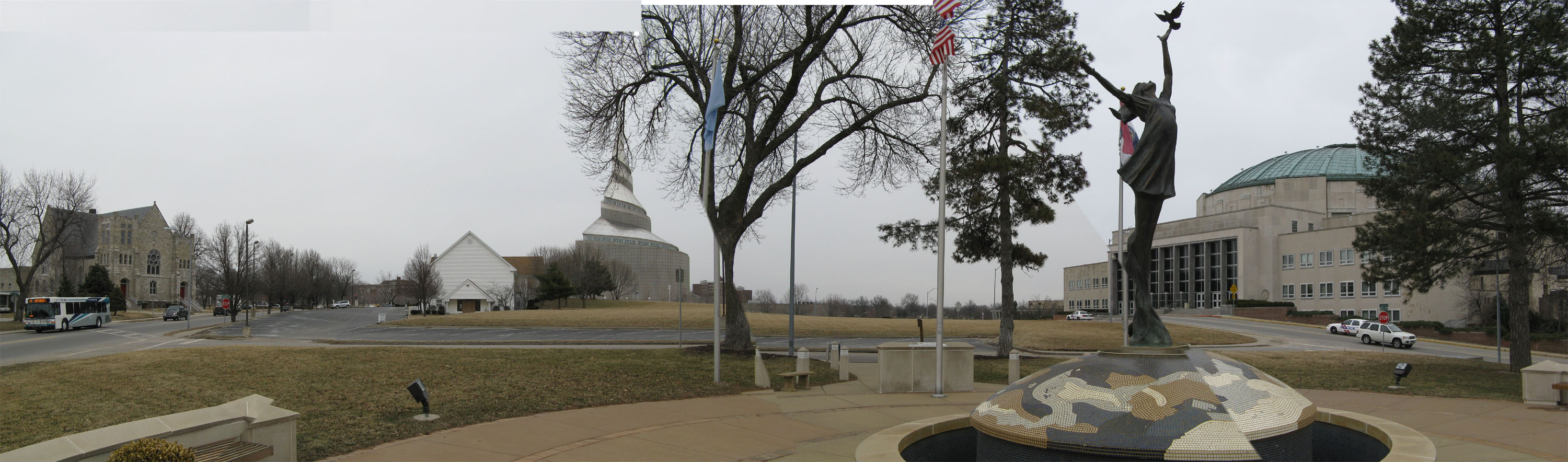
Templo da Comunidade de Cristo

Na Comunidade de Cristo, você receberá amor e apoio à medida que você descobre um propósito renovado para a sua vida através de um serviço compassivo, semelhante a Cristo, que acaba com o sofrimento e promove justiça e paz. Os Santos da Comunidade de Cristo tem sido chamados de "mórmons moderados" e o biógrafo de Joseph Smith III referiu-se a este como um "profeta pragmático". Sendo assim, os Santos da Comunidade de Cristo tem sido considerados por muitos como uma ponte entre os Santos de Utah e o Cristianismo em geral.
Ao contrário da tradição de Utah que defende uma divindade de três personagens distintos, os Reorganizados são trinitaristas. As práticas relativas aos Templos também são diferenciados: os Templos de Kirtland e Independence são locais de educação e adoração públicos e abertos a todas as pessoas. A Comunidade de Cristo há muito tempo rejeitou o casamento plural (poligamia), o casamento celestial, o batismo pelos mortos  e muitas outras doutrinas ensinadas por algumas outras denominações do Movimento dos Santos dos Últimos Dias.  A Comunidade de Cristo não alega mais ser a única igreja verdadeira no mundo moderno e não alega mais que todas as demais igrejas são "uma abominação aos olhos do Senhor".

### "Valor de todas as pessoas"
A Comunidade de Cristo afirma que "Deus ama a cada um de nós igual e incondicionalmente. Todas as pessoas têm grande valor e devem ser respeitadas como criações de Deus com direitos humanos básicos. A disposição de amar e a aceitação dos outros é essencial para a fidelidade ao evangelho de Cristo".  Reconhecendo que as escrituras às vezes têm sido usadas para marginalizar e oprimir classes de pessoas, a igreja aceitou esta declaração em Doutrina e Convênios em 2007: "Não é agradável a Deus quando qualquer passagem das escrituras é usada para oprimir raças, gêneros ou classes de seres humanos. Muitos atos violentos foram cometidos contra alguns dos filhos amados de Deus por meio do mau uso das escrituras. A igreja é chamada a confessar e arrepender-se de tais atitudes e práticas". 

### Sacramentos
A Comunidade de Cristo pratica oito sacramentos:
- Batismo
- Confirmação (Batismo do Espírito Santo)
- Bênção das crianças
- Eucaristia (Sacramento ou Santa Ceia)
- Matrimônio
- Bênção dos enfermos
- Ordenação ao Sacerdócio (extensivo também às mulheres da Igreja)
- Bênção do(a) Evangelista

### Escrituras
A Comunidade de Cristo reconhece a Bíblia, o Livro de Mórmon e Doutrina e Convênios (em uma versão diferente da aceita pela A Igreja de Jesus Cristo dos Santos dos Últimos Dias) como escrituras inspiradas. "As Escrituras provêm direção divina e compreensão inspirada para a vida, quando as interpretamos responsavelmente e a aplicamos fielmente" 
- Bíblia — Durante sua vida, Joseph Smith Jr. iniciou uma revisão da Versão do Rei Jaime das escrituras. Após sua morte os manuscritos permaneceram na família Smith e passaram a Comunidade de Cristo. O trabalho foi publicado pela Comunidade como a versão inspirada da Bíblia, ainda que também aceitem outras versões modernas.
- Livro de Mórmon — A Comunidade de Cristo publica duas versões do Livro de Mórmon: a Edição Autorizada baseada no manuscrito original utilizado na primeira edição do livro e a Segunda Edição de 1837 revisada por Joseph Smith Jr. Seu conteúdo é similar a versão tradicional da A Igreja de Jesus Cristo dos Santos dos Últimos Dias mas com versificação diferente. Também publicam uma Versão Autorizada Revisada em um inglês mais moderno. "As escrituras são escritos inspirados pelo Espírito de Deus e aceitos pela Igreja como expressões normativas da sua identidade, mensagem e missão. Declaramos que a Bíblia é a escritura base da Igreja. Além dela, a Comunidade de Cristo usa o Livro de Mórmon e o livro Doutrina e Convênios –não para substituir o testemunho da Bíblia ou para melhorá-lo, mas porque esses livros confirmam a mensagem da Bíblia de que Jesus Cristo é a Palavra Viva de Deus. Quando as interpretamos responsavelmente e aplicamos fielmente, as escrituras provêm direção divina e percepção inspirada para o nosso discipulado"[14]
- Doutrinas e Convênios — Este livro contém as revelações selecionadas e documentos dadas principalmente aos Profetas-Presidentes e ratificadas pela Comunidade. Difere consideravelmente da versão da A Igreja de Jesus Cristo dos Santos dos Últimos Dias, pois continua agregando as revelações continuamente dadas e supriram as seções de Doutrina e Convênios que citam o Batismo em favor dos Mortos, prática essa corrente da A Igreja de Jesus Cristo dos Santos dos Últimos Dias.

### Os templos
A Comunidade de Cristo tem dois templos: O templo de Kirtland, dedicado em 1836, e o templo de Independence. Os fiéis da Comunidade de Cristo não recebem ordenanças sagradas num templo. Os membros consideram um templo um lugar público para estar na presença com Deus. O templo de Independence foi dedicado em 1984 como um centro cultural e um centro de formação aberto para todos.

## Templos
|  |  | Templo       | Local                                  | Dedicação           | Metros quadrados | Estilo arquitetônico |
|  |  | ------------ | -------------------------------------- | ------------------- | ---------------- | -------------------- |
|  |  | Independence | Independence, Missouri, Estados Unidos | 17 de abril de 1994 |                  |                      |

## Primeira Presidência
A Primeira Presidência foram líderes da igreja Comunidade de Cristo, oriunda do Movimento dos Santos dos Últimos Dias. Foram eles:
1. Joseph Smith Júnior
2. Joseph Smith III
3. Frederick M. Smith
4. Israel A. Smith
5. W. Wallace Smith
6. Wallace B. Smith
7. W. Grant McMurray
8. Stephen Mark Veazey
9. Stassi D. Cramm que recentemente aceitou o chamado para ser profetisa presidente da Comunidade de Cristo, atualmente serve como membro da Primeira Presidência e é conselheira do presidente da Igreja. Se seu chamado for aprovado na Conferência Mundial de 2025, ela será  a primeira mulher a ocupar o ofício mais elevado da Igreja. Até lá, seu título será o de profeta-presidente designada. Ela serviu como bispa presidente do Bispado Presidente, conselheira do bispo presidente, membro do Concílio dos Doze Apóstolos.